# (39540) Borchert
(39540) Borchert (1991 GF11) – planetoida z grupy pasa głównego asteroid okrążająca Słońce w ciągu 3,89 lat w średniej odległości 2,47 j.a. Odkryta 11 kwietnia 1991 roku.